# Ajn al-Arba’a
Ajn al-Arba’a – miasto w północnej Algierii, w prowincji Ajn Tumuszanat.